# Castello di Oxwich

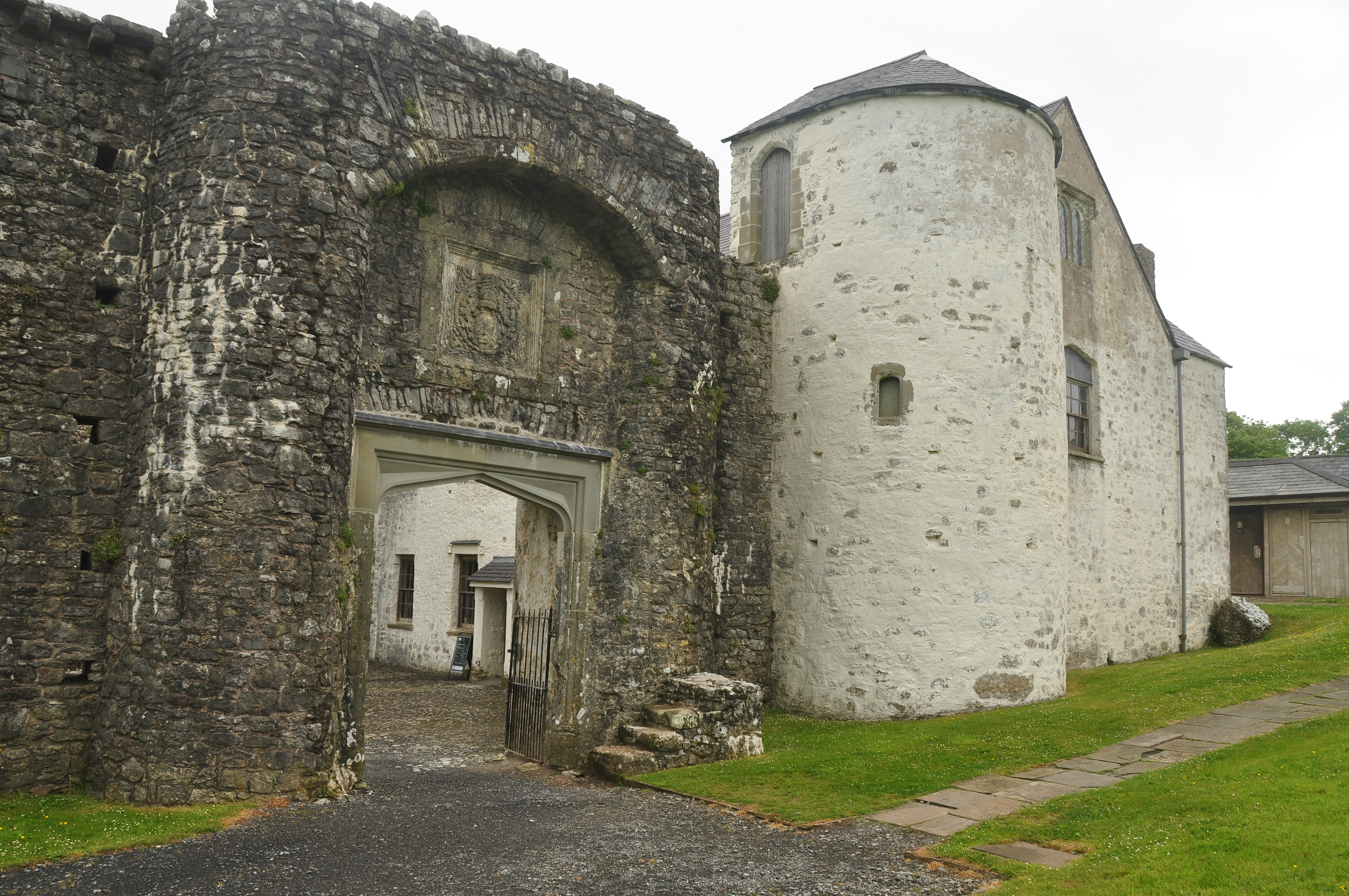
L'entrata del castello

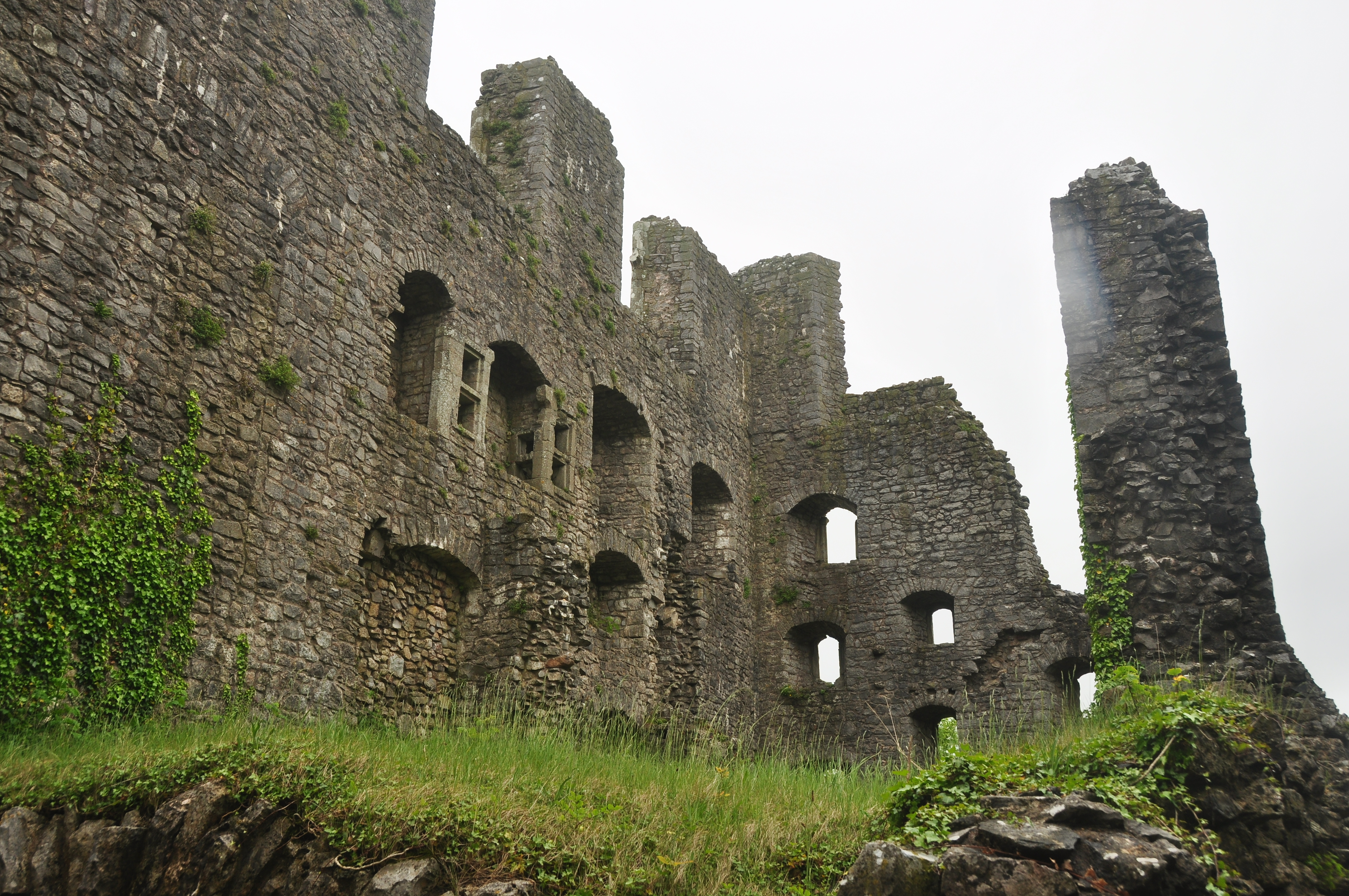
Rovine del castello

Il castello di Oxwich (in inglese Oxwich Castle; in gallese Castell Oxwich) è un maniero in stile Tudor del villaggio gallese di Oxwich, nella penisola di Gower (area di Swansea), realizzato nel corso del XVI secolo dalla famiglia Mansel sulle rovine di una preesistente fortezza medievale. Assieme ai castelli di Penrice, Pennard e Weobley, è uno dei più grandi castelli presenti nella penisola di Gower.

## Storia
Risale probabilmente al XIII secolo, ma potrebbe essere anche antecedente, la fortezza normanna che si ergeva originariamente in loco.  Questa fortezza fu in seguito di proprietà della famiglia Penrice.
Nel 1459 ca. divenne proprietario dell'antico castello di Oxwich Philip Mansel. Nel corso del secolo successivo, tra gli anni venti e trenta, un altro membro della famiglia, Rice Mansel fece realizzare l'ala sud-orientale.
L'antica fortezza venne quindi rimodellata, perdendo le proprie caratteristiche difensive per assumere l'aspetto di una residenza. Tuttavia, nonostante si trattasse di un periodo di non belligeranza, dopo una schermaglia tra il proprietario del castello Sir Rhys Mansel e Sir George Mansel, avvenuta il 28 dicembre 1557 (si trattava di una disputa riguardante la proprietà di un'imbarcazione francese naufragata) e che costò la vita ad Anne Mansel, figlia di Rhys, si decise di cingere il castello con una muraglia difensiva.
Nel 1578, il castello venne descritto dall'antiquario Rice Merrick come "un castello ricostruito o restaurato da Sir Edward Mansel". In seguito,  fu fatta aggiungere da Edward Mansel, figlio di Rhys (morto nel 1559) l'ala nord-orientale, che costituisce uno delle maggiori strutture mai realizzate in Galles nel corso del XVI secolo.
Nel 1631 crollò parte dell'ala orientale del castello, che non fu restaurata.  Il castello rimase quindi disabitato, ad eccezione dell'ala meridionale, che continuò ad essere adibita a fattoria.
L'ala meridionale del castello fu adibita a fattoria per circa due secoli, ovvero fino al 1954, dopo che nel 1949 era stato a rischio di demolizione. Il castello di Oxwich divenne di proprietà dello Stato nel 1959.

## Architettura
Il castello si erge su un promontorio situato fra la baia di Oxwich e la baia di Port Eynion, a circa 200 piedi s.l.m. Dalle rovine del maniero si erge una torre medievale dell'altezza di 90 metri.